# Tudor Gheorghe (album)
Tudor Gheorghe este un album al interpretului român Tudor Gheorghe.

## Detalii ale albumului
Gen: Folk

Limba: Română

Sunet: Stereo

Înregistrat: Studio

Durată album:

Casa de discuri: Electrecord

Data lansării albumului: 1984

## Lista pieselor
1. Doina haiducească

2. Voinicul străin

3. Mi-aduc aminte și plâng

4. Pasăre galbenă-n pene

5. Ce bine trăiam flăcăi

7. Carul cu flori

8. Mărie, Mărie

9. Fă-mă mamă-un porumbel

10. Ciobanul care și-a pierdut oile